# Poręba Średnia
Poręba Średnia – wieś w Polsce położona w województwie mazowieckim, w powiecie wyszkowskim, w gminie Brańszczyk. Ma status sołectwa.
Do 1954 roku siedziba gminy Poręba. W latach 1975–1998 miejscowość administracyjnie należała do województwa ostrołęckiego.
W miejscowości znajduje się kościół murowany Matki Bożej Szkaplerznej zbudowany w 1780 (na miejscu poprzedniego drewnianego z 1639), rozbudowany w 1880 r. Jest on siedzibą parafii św. Barbary. W strukturze kościoła rzymskokatolickiego parafia należy do metropolii białostockiej, diecezji łomżyńskiej, dekanatu Ostrów Mazowiecka – Chrystusa Dobrego Pasterza.
Na dzień 31 grudnia 2016 roku sołectwo liczyło 419 mieszkańców zameldowanych na pobyt stały.

## Historia
Początkowo Poręba albo Poręby, wieś czynszowa w dobrach biskupów płockich. Przywileje biskupie z lat: 1755, 1796 i 1797. Na ich mocy włościanie otrzymali na własność uprawiane grunty, mogli ścinać drzewa na barcie i w celach budowlanych, polować, z wyłączeniem grubego zwierza. Krudowali lasy na pola i łąki. Byli zwolnieni z podatków, szarwarku i dziesięciny oraz odbywania podróży. Wnosili 60 zł. opłat od włóki chełmińskiej, za każdą rusznicę dawali 3. jarząbków i rączkę miodu z boru.
Później wieś rządowa. W 1823 r. w części rządowej w 38. domach mieszkało 248 mieszkańców (52 mężczyzn, 51 kobiet, 52. synów, 68 córek, 18. parobków, 7 dziewek). Wśród męskich, dorosłych mieszkańców było to: 34. czynszowników, 4. komorników, 6. chałupników i 1. kowal. Gospodarze posiadali łącznie: 67 koni, 67 wołów, 87 krów, 69 jałowic, 107 świń.
W 1827 r. w Porębie 57 domów i 413 mieszkańców. W 1857 wieś wchodziła w skład dóbr rządowych Brok.
W 1858 r. wieś urządzono kolonialnie. Powstały: Poręba-Kocęby i Poręba Średnia. Na 1156. morgach i 200 prętach powstało 51 osad rolnych, każda o powierzchni 19 do 20 morgów. Dwudziestu ogrodników otrzymało po 5 morgów, w probostwie morgów 208. Założono również szpital, szkołę, osady: kowalską i komorniczą. Ustanowiono czynsz w wysokości 463 rubli i 4 kopiejek.
Pod koniec XIX w. wieś gminna nad rzeczką Tuchełką w powiecie ostrowskim, gmina i parafia Poręba. Siedziba gminy mieściła się w Nagoszewie. W Porębie 114 domów, 879 mieszkańców, kościół, szkoła początkowa i dwa wiatraki.
W roku 1921 wyszczególniono:
- wieś Poręba-Kocęby. Było tu 111 budynków z przeznaczeniem mieszkalnym oraz 645 mieszkańców (303 mężczyzn i 342 kobiety). narodowość polską podało 629 osób, a żydowską 16;
- wieś Poręba Średnia, gdzie naliczono 103 budynki z przeznaczeniem mieszkalnym oraz 556 mieszkańców (262 mężczyzn i 294 kobiety). Narodowość polską podały 534 osoby, a żydowską 22.

Zarówno przed, jak i po II wojnie światowej istniała gmina Poręba, należąca do powiatu ostrowskiego. W 1954 r. gminę zniesiono wraz z reformą administracyjną. Po reaktywacji gmin nie przywrócono gminy Poręba, a jej obszar podzielono między gminy Ostrów Mazowiecka, Brok, oraz Brańszczyk, sama wieś znalazła się w powiecie wyszkowskim w gminie Brańszczyk.

## Współcześnie
Pod względem zaludnienia miejscowości: Poręba Średnia i Poręba-Kocęby należą do średnich sołectw
w gminie. W 2002 r. zamieszkiwało je 831 osób, w 2005 obie miejscowości liczyły 816 mieszkańców. W 2008 i 2009 r. Porębę Średnią zamieszkiwało 424 mieszkańców.

## Obiekty zabytkoweznajdujące się w rejestrze i ewidencji Wojewódzkiego Konserwatora Zabytków
- Zespół kościoła parafialnego pw. św. Barbary:

- kościół murowany z 1884 r.
- dzwonnica murowana z końca XIX w.
- plebania murowana z 1888

- dom drewniany z 3. ćw. XIX w.
- trzy domy drewniane z początku XX w.
- dom drewniany z 1915 r.
- dom drewniany, lata 20. XX w.
- dom drewniany, lata 30. XX w.[10]

## Obiekty użyteczności publicznej
- Przedszkole samorządowe
- Publiczna Szkoła Podstawowa
- Przychodnia lekarska
- apteka prywatna
- Filia biblioteki publicznej
- remiza OSP[10]